# Лагоа-да-Каноа
Лагоа-да-Каноа (порт. Lagoa da Canoa)  —  муниципалитет в Бразилии, входит в штат Алагоас. Составная часть мезорегиона Сельскохозяйственный район штата Алагоас. Входит в экономико-статистический  микрорегион Арапирака.